# Prigioni

Schiavo che si ridesta

Schiavo detto Atlante

Schiavo barbuto

Schiavo giovane

I Prigioni sono un gruppo di sei statue di Michelangelo Buonarroti eseguite per la tomba di Giulio II: due di essi, del 1513 circa (secondo progetto), sono finiti e si trovano oggi al Louvre a Parigi, mentre gli altri quattro, databili al 1525-1530 circa, sono vistosamente "non-finiti" e sono conservati nella Galleria dell'Accademia a Firenze, vicino al David.

## Storia
Pare che fin dal primo progetto per la tomba di Giulio II (1505) nel registro inferiore fossero previsti una serie di "Prigioni", cioè una serie di statue a grandezza superiore al naturale di figure incatenate in varie pose come prigionieri, appunto, da addossare ai pilastri che inquadravano nicchie e sormontati da erme. Accoppiati quindi ai lati di ciascuna nicchia (in cui era prevista una Vittoria alata) dovevano essere inizialmente sedici o venti, venendo via via ridotti nei progetti che si succedettero, a dodici (secondo progetto, 1513), otto (terzo progetto, 1516) e infine forse solo quattro (forse dal quarto o dal quinto progetto, 1526 e 1532), per poi essere definitivamente eliminati nel progetto definitivo del 1542.
I primi della serie, di cui si trovano tracce nel carteggio di Michelangelo, sono i due Prigioni di Parigi, detti dal XIX secolo "Schiavi": lo Schiavo morente e lo Schiavo ribelle. Essi vennero scolpiti a Roma e nel 1546 donati dall'artista a Roberto Strozzi, per la generosa accoglienza ricevuta nella sua casa romana durante le malattie del luglio 1544 e del gennaio 1546. Quando lo Strozzi fu esiliato a Lione, per la sua opposizione a Cosimo I de' Medici, si fece inviare le due statue in Francia (1550), dove dopo vari passaggi approdarono dopo la Rivoluzione alle collezioni statali e quindi al Louvre.
I Prigioni fiorentini (Schiavo giovane, Schiavo barbuto, Atlante, Schiavo che si ridesta) invece potrebbero essere stati scolpiti nella seconda metà degli anni venti, mentre il maestro era impegnato a San Lorenzo a Firenze (ma gli storici hanno proposto datazioni che spaziano dal 1519 al 1534). Si sa che si trovavano nella bottega dell'artista in via Mozza ancora nel 1564, quando suo nipote Leonardo Buonarroti (Michelangelo non mise più piede a Firenze dopo il 1534) li donò al granduca Cosimo I, che poi li collocò ai quattro angoli della Grotta del Buontalenti. Da lì vennero rimossi nel 1908 per radunarli al corpus michelangiolesco che si andava formando nella Galleria fiorentina.

### Il "quinto Prigione"
Esiste un "quinto Prigione" fiorentino (h. 212 cm) nei depositi di Casa Buonarroti a Firenze. L'opera, compatibile per dimensioni e forse citata da Vasari che parlò di cinque figure abbozzate nelle collezioni di Cosimo, si trovava in una nicchia in un cortile interno di palazzo Pitti (quello secondario dove oggi si trova l'ascensore). Ma nonostante qualche parere positivo, l'attribuzione a Michelangelo non ha riscosso consensi, per l'evidente scarsa qualità dell'opera, sbozzata con scarsa aderenza all'anatomia. Potrebbe darsi che essa fosse stata avviata da Michelangelo e poi data a finire a qualcun altro in epoca imprecisata, che la scolpì maldestramente rompendo anche il braccio destro che anticamente era sollevato.
Esistono anche alcuni bozzetti attribuiti all'artista riferibili a figure di altri Prigioni.

## Descrizione
La funzione dei Prigioni era quella di movimentare l'architettura del monumento sepolcrale, talora scivolando lungo i pilastri, talora distanziandosene e protendendosi verso lo spettatore per aumentare il senso di tridimensionalità dell'insieme.
Il significato iconologico delle figure era probabilmente legato al motivo dei Captivi nell'arte romana, infatti Vasari li identificò come personificazioni delle province controllate da Giulio II; per il Condivi invece avrebbero simboleggiato le Arti rese "prigioniere" dopo la morte del pontefice. Altre letture sono state proposte di carattere filosofico-simbolico o legate alla vita personale dell'artista e i suoi "tormenti".
Da un punto di vista stilistico, essi si rifanno alla statuaria antica, in particolare ellenistica, come il Gruppo del Laocoonte, scoperto nel 1506 alla presenza proprio di Michelangelo, ma anche le raffigurazioni sugli archi di trionfo a Roma o anche le rappresentazioni di san Sebastiano, anche pittoriche.
Particolarmente celebri sono i Prigioni fiorentini che proprio dal loro stato non-finito traggono una straordinaria energia, come se fossero colti nell'atto primordiale di liberarsi dal carcere della pietra grezza, in un'epica lotta contro il caos. I Prigioni fiorentini, in diversi stati di finitura, permettono di approfondire la tecnica scultorea usata da Michelangelo, che avviava il blocco tirando innanzitutto fuori la veduta principale, e poi completando il resto scalpellando via il materiale circostante.

## Galleria d'immagini

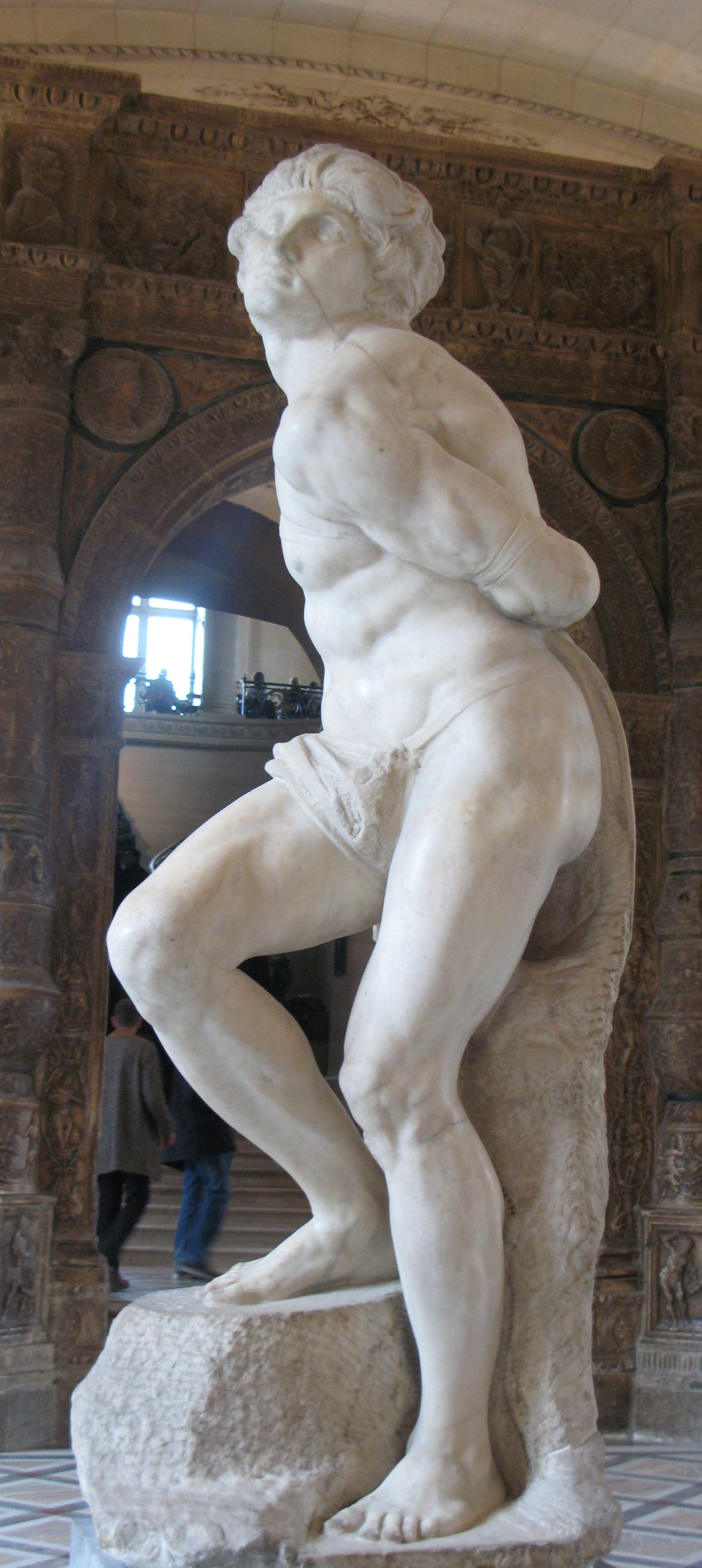
Schiavo ribelle
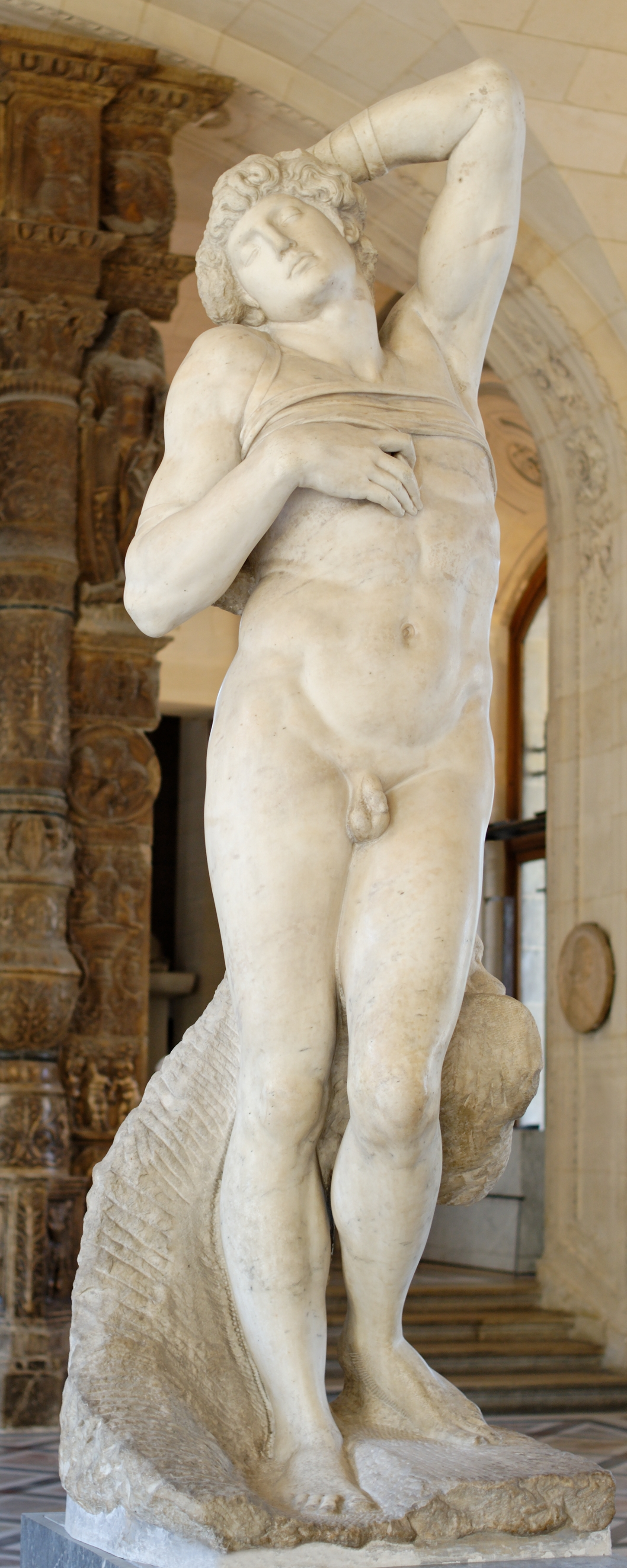
Schiavo morente
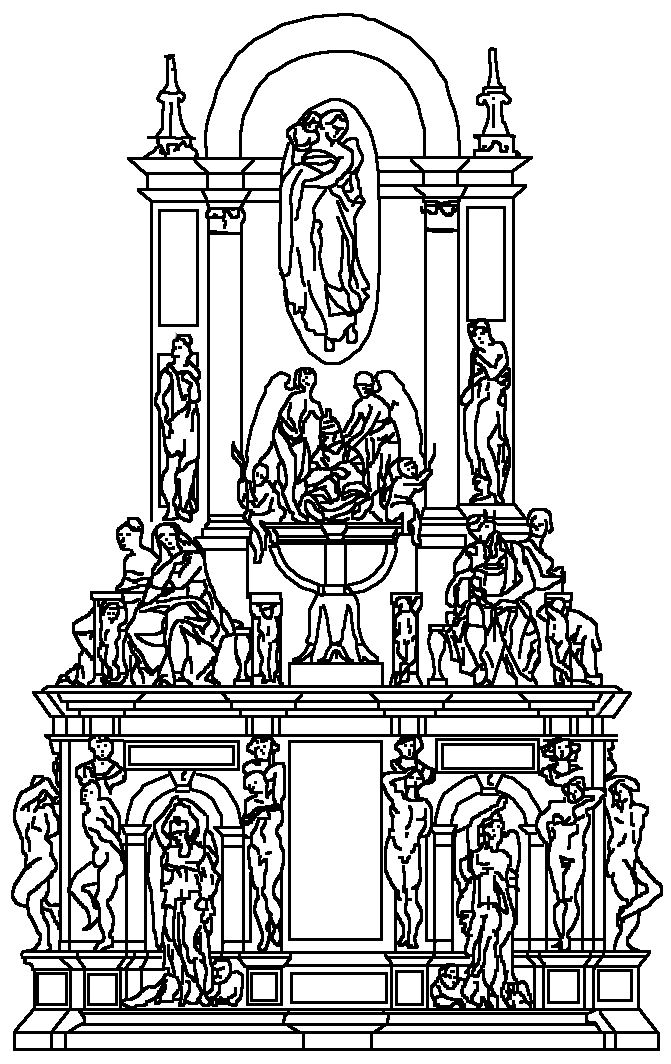
Ricostruzione ipotetica del progetto del 1513
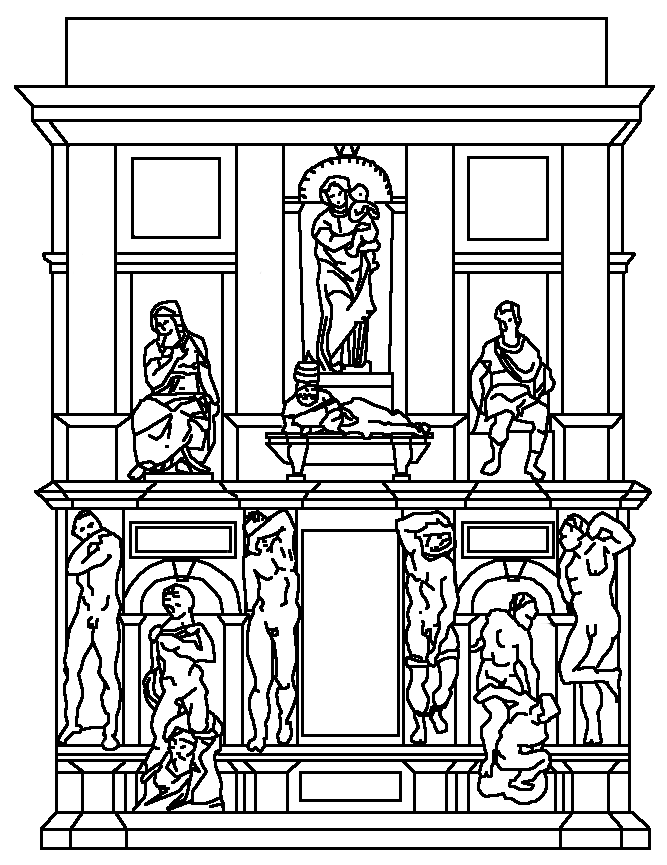
Ricostruzione ipotetica del progetto del 1532
Il "quinto Prigione"
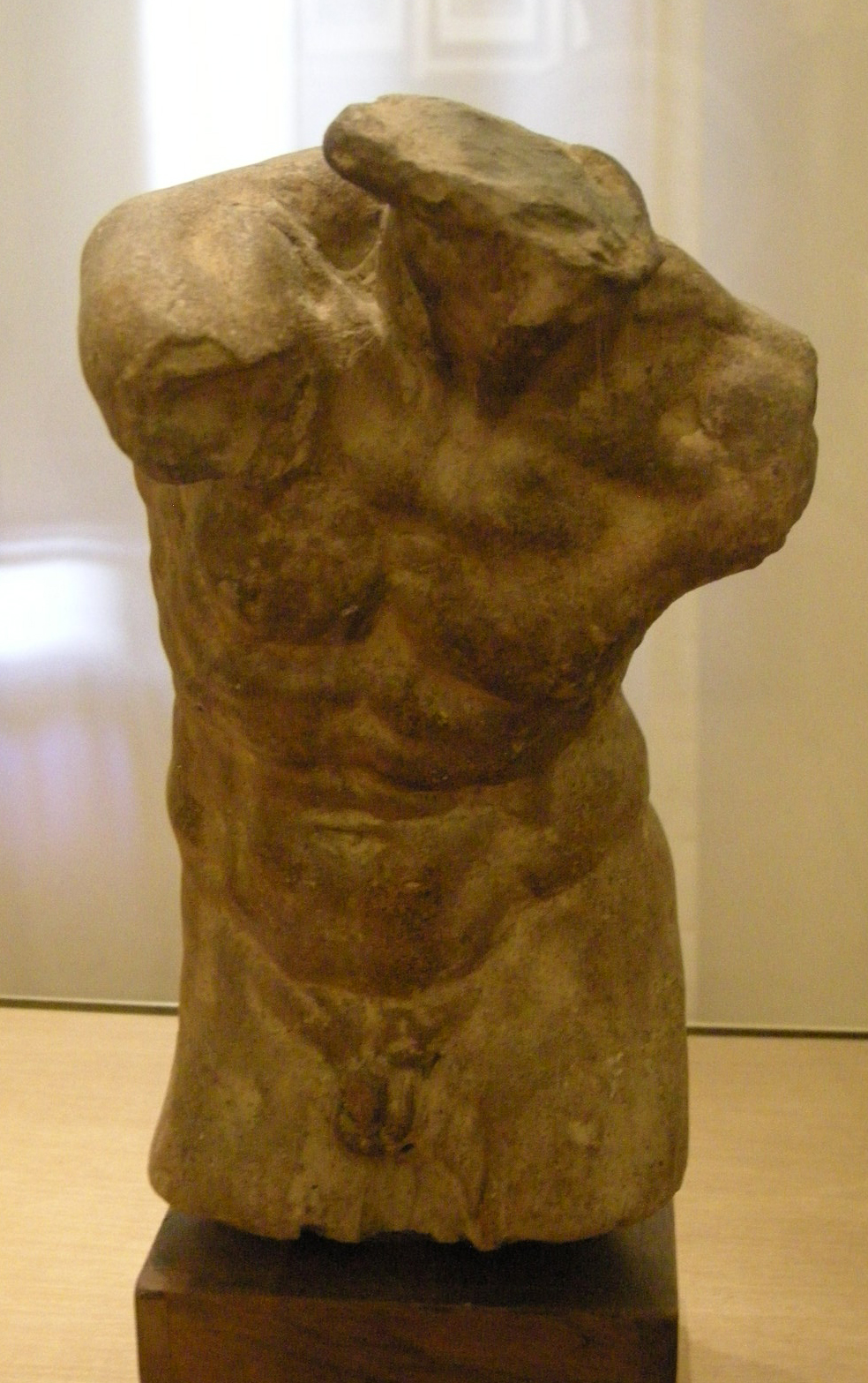
Bozzetto uno Schiavo (?), Casa Buonarroti
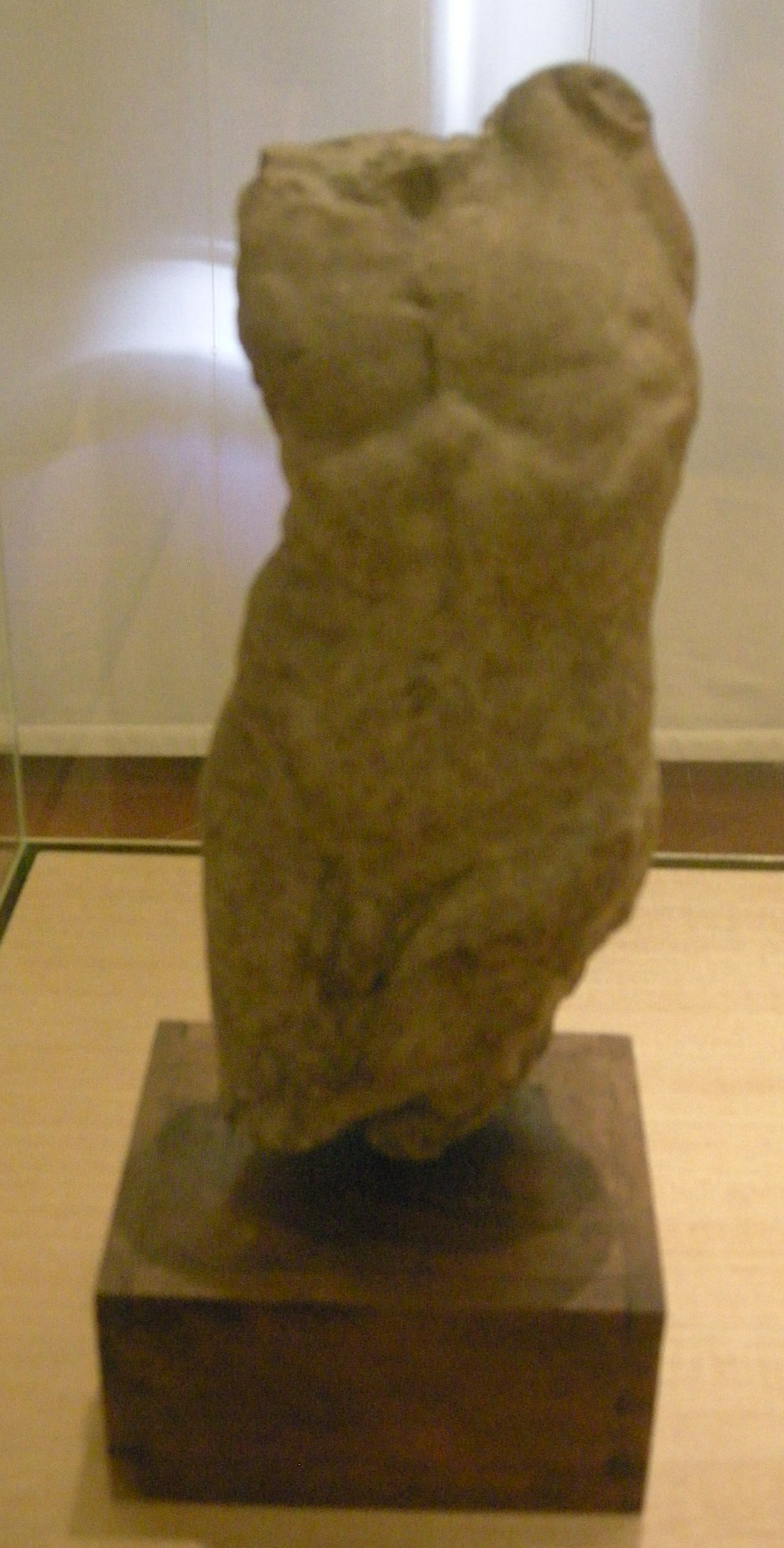
Bozzetto uno Schiavo (?), Casa Buonarroti
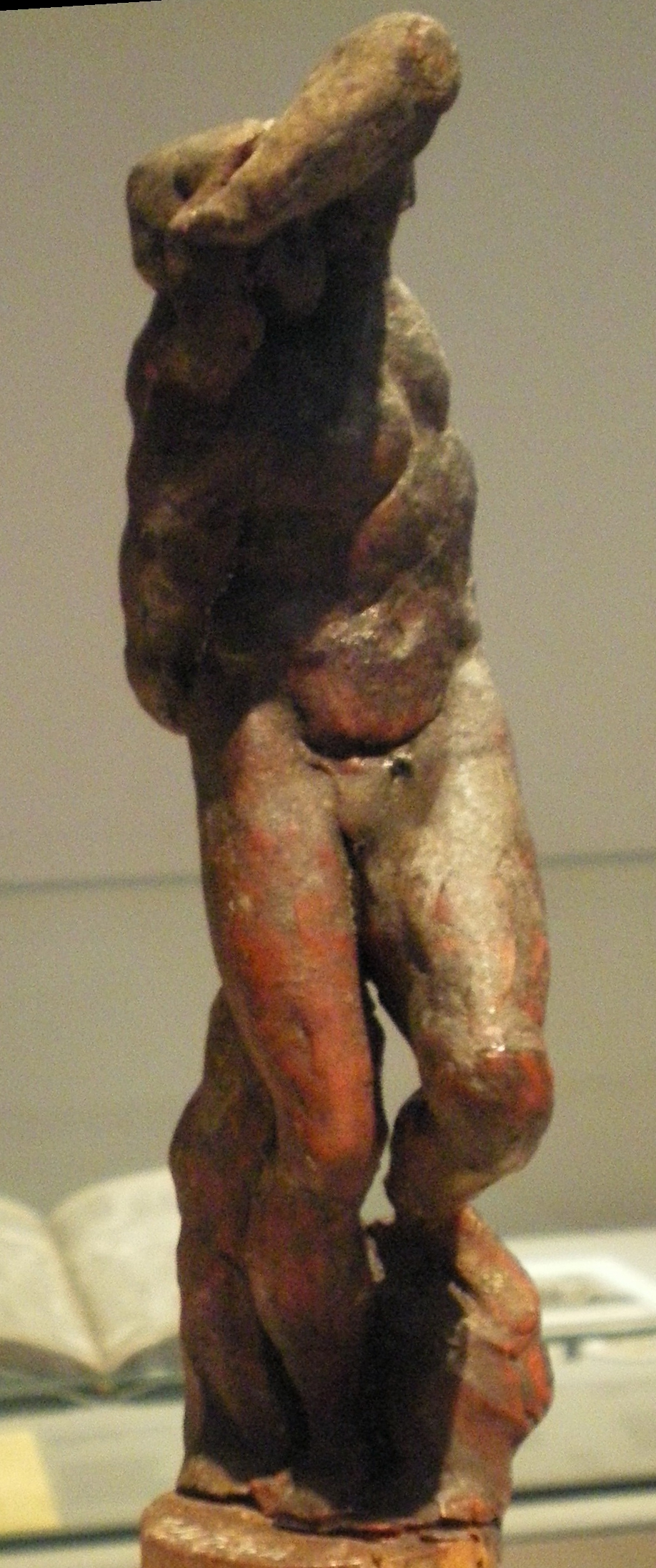
Bozzetto per lo Schiavo giovane, Victoria and Albert Museum